# Josef Wiesler
Josef Wiesler (* 13. Juli 1930 in Deutsch Schützen; † 4. Juni 2012) war ein österreichischer Politiker (ÖVP) und Landwirt. Er war ab 1962 Abgeordneter zum Burgenländischen Landtag, von 1972 bis 1987 Landesrat in der Burgenländischen Landesregierung sowie von 1987 bis 1990 Präsident der Burgenländischen Landwirtschaftskammer.

## Ausbildung und Beruf
Josef Wiesler besuchte die Volksschule in Deutsch Schützen und arbeitete danach in der elterlichen Landwirtschaft mit. Er absolvierte zwischen 1951 und 1952 die landwirtschaftliche Fachschule in Güssing und war in der Folge als Landwirt und Weinbauer tätig, wobei seine Vorliebe dem Weinbau galt und er sich insbesondere für den Qualitätsweinbau und eine höhere Wein- und Gläserkultur einsetzte. Neben seiner eigenen Landwirtschaft war Wiesler in zahlreichen Genossenschaften aktiv. So wurde er 1954 zum Aufsichtsratsvorsitzenden der Burgenländischen Viehverwertungsgenossenschaft gewählt, war ab 1955 Aufsichtsrat sowie zwischen 1957 und 1965 Aufsichtsratsvorsitzender des Burgenländischen Raiffeisenverbandes und hatte schließlich von 1965 bis 1972 das Amt des Präsidenten des Burgenländischen Raiffeisenverbandes inne. Daneben war er von 1957 bis 1969 Vorstandsmitglied der Raiffeisenkasse Deutsch Schützen und von 1974 bis 1980 Generalanwalt-Stellvertreter des Österreichischen Raiffeisenverbandes. Zudem war er unter anderem Obmann des Raiffeisen-Lagerhauses Großpetersdorf, Obmann des Burgenländischen Schweinezuchtverbandes und Aufsichtsratsvorsitzender des Burgenländischen Molkerei- und Milchgenossenschaftsverbandes. Wiesler wurde 1980 der Berufstitel Ökonomierat verliehen.

## Politik
Wiesler trat 1950 der ÖVP bei und war von 1958 bis 1987 Kammerrat der Burgenländischen Landwirtschaftskammer, als deren Präsident er zwischen dem 5. März 1987 und dem 5. November 1990 fungierte. Er vertrat die ÖVP zwischen dem 5. Mai 1960 und dem 17. Februar 1972 durchgehend im Burgenländischen Landtag und war im Anschluss zwischen dem 21. Februar 1972 und dem 18. März 1987 Agrarlandesrat in der Burgenländischen Landesregierung. Zudem fungierte Wiesler innerparteilich als ÖVP-Bezirksparteiobmann für den Bezirk Oberwart und war zwischen 1984 und 1990 Landesobmann des Bauernbundes. Bis 1993 hatte er des Weiteren die Funktion eines Präsidiummitgliedes des Österreichischen Bauernbundes inne, dessen Kassier er war. 

## Privates
Wiesler wurde als Sohn des Landwirts Eduard Wiesler aus Deutsch Schützen geboren. Er war verheiratet und Vater dreier Kinder.